# Weiz
Weiz ist eine Stadt mit 11.993 Einwohnern (Stand: 1. Jänner 2024) in der Oststeiermark und die Hauptstadt des gleichnamigen Bezirkes in Österreich. Sie ist die einwohnermäßig größte Stadt der Region Oststeiermark bzw. die achtgrößte Stadt der Steiermark (Stand 1. Jänner 2024) und gilt auf Grund mehrerer Industrieunternehmen als Industriestadt. Die Stadtregion Weiz mit den wirtschaftlich, sozial, geographisch und verkehrstechnisch verbundenen Gemeinden Mitterdorf an der Raab, Mortantsch, Naas und Thannhausen umfasst 20.204 Ew. (Stand 1. Jänner 2024).
Im Rahmen der Gemeindestrukturreform in der Steiermark wurde 2015 die Gemeinde Krottendorf eingemeindet.

## Geografie

### Geografische Lage
Weiz liegt am Weizbach, einem Nebenfluss der Raab, wenige Kilometer südlich der Weizklamm und etwa 25 Kilometer nordöstlich von Graz, der Landeshauptstadt der Steiermark. Weiz liegt am Fuße des Zetz und des Patschaberg im Grazer Bergland.

### Gemeindegliederung
Das Gemeindegebiet umfasst folgende sieben Ortschaften und gleichnamigen Katastralgemeinden (Einwohnerzahl Stand 1. Jänner 2024; Fläche Stand 31. Dezember 2023):
- Büchl (288 Ew.), KG Büchel  (209,56 ha)
- Farcha (105 Ew., 118,4 ha)
- Krottendorf (887 Ew., 340,44 ha)
- Nöstl (272 Ew., 161,93 ha)
- Preding (741 Ew., 294,75 ha)
- Regerstätten (105 Ew.), KG Reggerstätten  (116,88 ha)
- Weiz (9595 Ew., 508,12 ha)

Die Stadtgemeinde umfasst damit eine Fläche von 17,50 km² (Stand 1. Jänner 2024).

### Nachbargemeinden
| Naas                   | Thannhausen                                 |                            |
| Mortantsch             | Kompassrose, die auf Nachbargemeinden zeigt |                            |
| Mitterdorf an der Raab |                                             | Sankt Ruprecht an der Raab |

### Klima
Die Stadt befindet sich in der gemäßigten Klimazone.
Die durchschnittliche Jahrestemperatur beträgt 9,0 °C und die mittlere jährliche Niederschlagsmenge 799,0 Millimeter. Der wärmste Monat ist der Juli mit durchschnittlich 19,1 °C und der kälteste der Januar mit −1,3 °C im Mittel. Der meiste Niederschlag fällt im Monat Juni mit 120,4 Millimeter im Durchschnitt, der wenigste im Januar mit 25,4 Millimeter im Mittel.
Die tiefste je gemessene Temperatur liegt bei −20,7 °C im Januar und die höchste bei 35,9 °C im August.
|                        | Jan  | Feb  | Mär  | Apr  | Mai  | Jun   | Jul   | Aug   | Sep  | Okt  | Nov  | Dez  |   |      |
| Mittl. Temperatur (°C) | −1,3 | 0,6  | 4,5  | 8,9  | 14,1 | 17,2  | 19,1  | 18,4  | 14,3 | 8,9  | 3,3  | 0,1  | ⌀ | 9,1  |
| Mittl. Tagesmax. (°C)  | 3,6  | 6,2  | 10,5 | 15,0 | 20,3 | 23,1  | 25,2  | 24,7  | 20,6 | 15,0 | 8,3  | 4,5  | ⌀ | 14,8 |
| Mittl. Tagesmin. (°C)  | −4,4 | −2,9 | 0,5  | 4,2  | 8,8  | 11,9  | 13,7  | 13,7  | 10,1 | 5,2  | 0,3  | −2,8 | ⌀ | 4,9  |
|                        |      |      |      |      |      |       |       |       |      |      |      |      |   |      |
| Niederschlag (mm)      | 25,4 | 28,2 | 41,7 | 49,9 | 88,3 | 120,4 | 110,0 | 116,8 | 74,3 | 59,9 | 49,8 | 34,3 | Σ | 799  |
|                        |      |      |      |      |      |       |       |       |      |      |      |      |   |      |
| Regentage (d)          | 5,5  | 5,1  | 7,1  | 7,7  | 10,5 | 11,6  | 10,4  | 9,6   | 7,7  | 6,4  | 6,8  | 5,9  | Σ | 94,3 |

| −4,4 |

| −2,9 |

| 0,5 |

| 4,2 |

| 8,8 |

| 11,9 |

| 13,7 |

| 13,7 |

| 10,1 |

| 5,2 |

| 0,3 |

| −2,8 |

| −4,4 |

| −2,9 |

| 0,5 |

| 4,2 |

| 8,8 |

| 11,9 |

| 13,7 |

| 13,7 |

| 10,1 |

| 5,2 |

| 0,3 |

| −2,8 |

| N i e d e r s c h l a g | 25,4 | 28,2 | 41,7 | 49,9 | 88,3 | 120,4 | 110,0 | 116,8 | 74,3 | 59,9 | 49,8 | 34,3 |
|                         | Jan  | Feb  | Mär  | Apr  | Mai  | Jun   | Jul   | Aug   | Sep  | Okt  | Nov  | Dez  |

## Geschichte

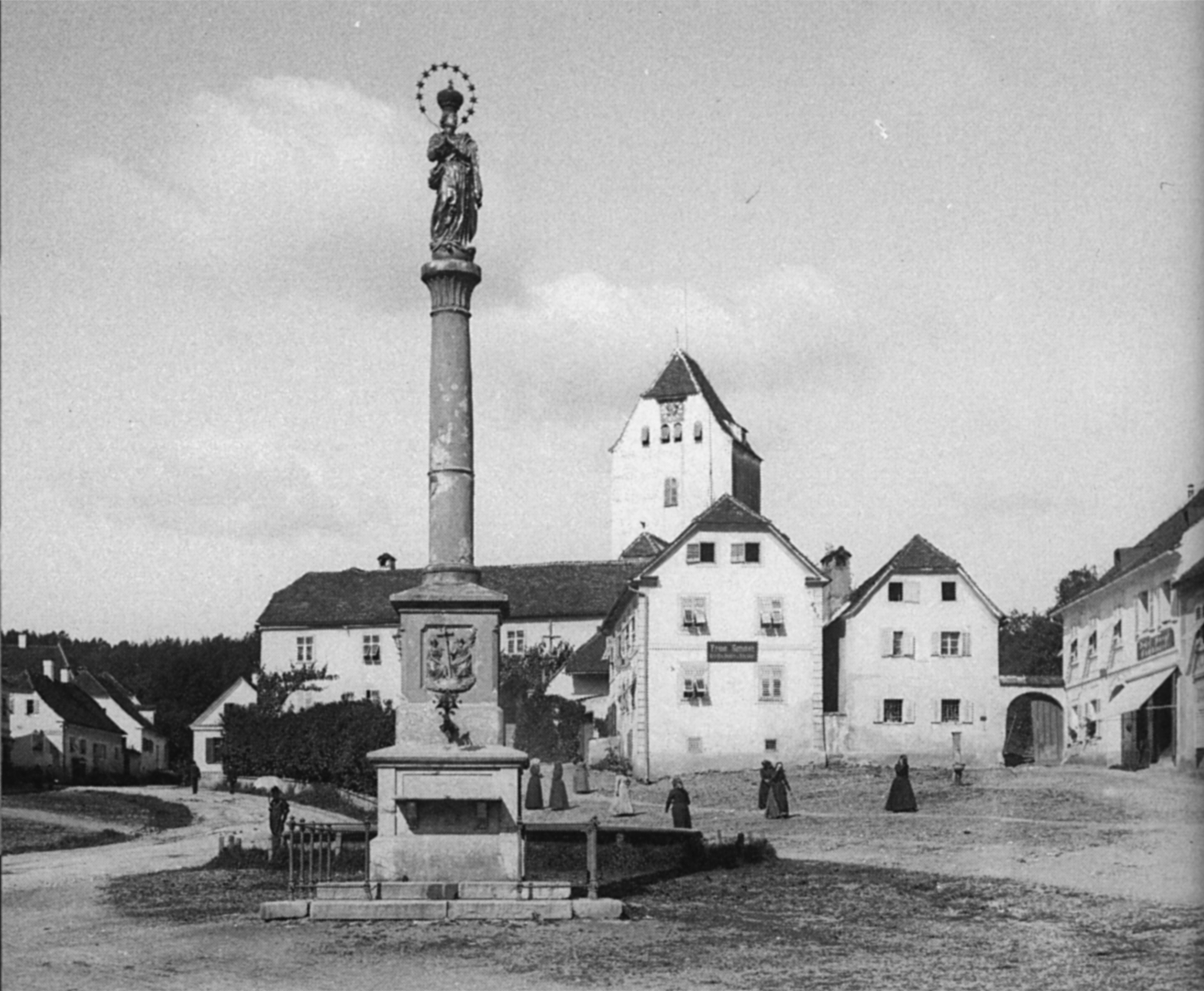
Hauptplatz mit Mariensäule, 1898

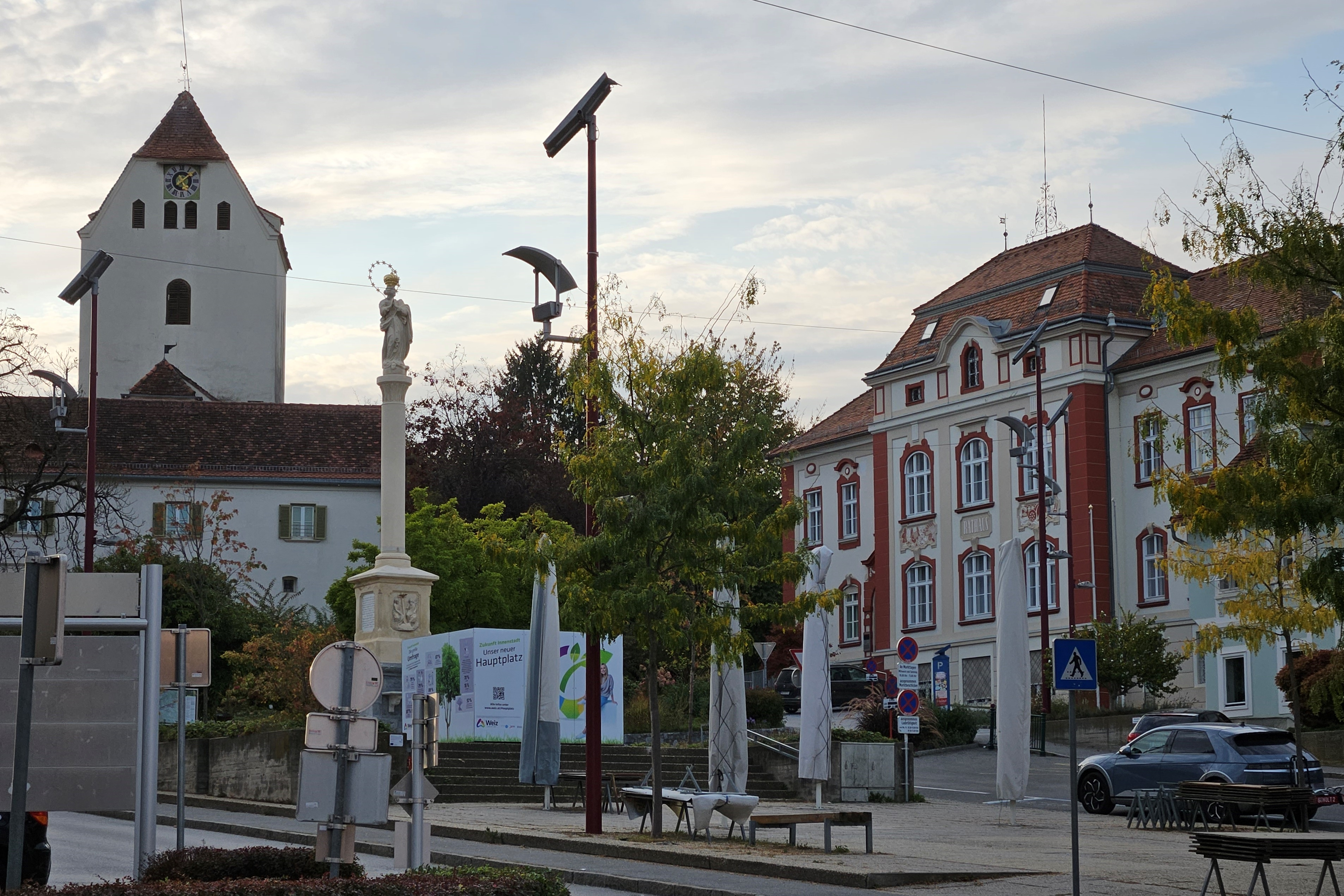
Das Rathaus von Weiz am Hauptplatz

Die Gründung der Ortschaft Weiz erfolgte bereits vor dem Jahr 1188; damals wurden der Ort und die Taborkirche erstmals urkundlich als „Vides“ erwähnt. Die Namenforschung stellt den Namen meist zu altslawisch *viděti und übersetzt ihn mit Aussicht, Ausblick oder Warte.
Auszug aus Meyers Konversations-Lexikon von 1888:

„Weitz, Marktflecken in Steiermark, an der Lokalbahn Gleisdorf–W., Sitz einer Bezirkshauptmannschaft und eines Bezirksgerichts, hat eine alte Kirche, Fabrikation von Eisen- und Stahlwaren, insbesondere Sicheln, und (1880) 2648 Einw. Dabei eine vom Weitzbach gebildete sehenswerte Klamm.“

1892 gründete der ortsansässige Franz Pichler das Elektromaschinenunternehmen „F. Pichler Werke“, der späteren VA Tech Elin, die 2005 vom Siemens-Konzern übernommen wurde. Im Jahre 2006 wurde die Generatorenfertigung aufgrund von kartellrechtlichen Bedenken an die Andritz AG weiterverkauft; die Fertigung von Groß- und Verteiltransformatoren ist nach wie vor Teil der Siemens AG Österreich. Während des Ersten Weltkriegs erhielt die Ortschaft einen eigenen Bahnhof, um den Transport der Rüstungsmaterialien, welche aufgrund des Krieges damals hauptsächlich produziert wurden, zu erleichtern.
Im Jahr 1919 gründete Josef Fallosch das elektrotechnische Unternehmen PRIMAX, das sich u. a. auf die Produktion von Herdplatten und Tauchsiedern spezialisierte. Im Jahr 1929 hatte dieses Unternehmen bereits mehr als 30 Arbeitnehmer.
Seit 1932 besitzt Weiz das Stadtrecht.
2019 erhielt Weiz den „IMPULS Award“ als innovativste Gemeinde Österreichs.

### Religionen
| Religion                   | Personen | Prozentsatz |
| -------------------------- | -------- | ----------- |
| Römisch-katholische Kirche | 7191     | 81,6 %      |
| Evangelische Kirche        | 0290     | 03,3 %      |
| Islam                      | 0193     | 02,2 %      |
| Orthodoxe Kirche           | 0123     | 01,4 %      |
| kein religiöses Bekenntnis | 0872     | 09,9 %      |

Mit über 80 % ist eine deutliche Mehrheit der Weizer katholisch. Alle anderen Religionsbekenntnisse machen zusammen knapp 20 % aus.
In der Stadt befinden sich zwei katholische Kirchen, eine evangelische Kirche sowie ein Königreichssaal der Zeugen Jehovas.

## Kultur und Sehenswürdigkeiten

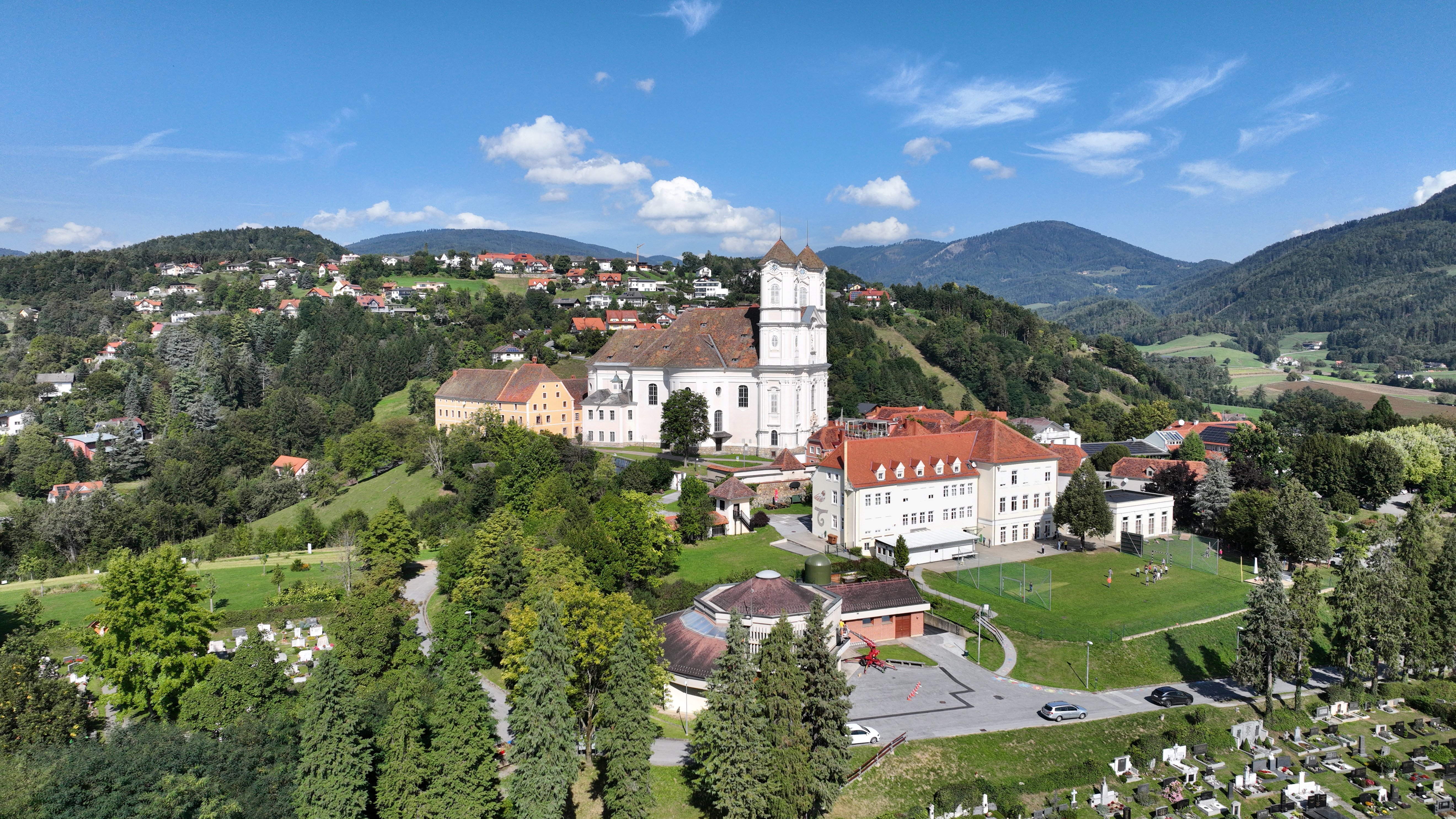
Der Weizberg mit seinen denkmalgeschützten Objekte wie bspw. die Basilika Schmerzhafte Maria, der Dechanthof, eine Kegelbahn mit Turmbau, das Kriegerdenkmal und die Aufbahrungshalle (Arch.: A. Kremnitzer)

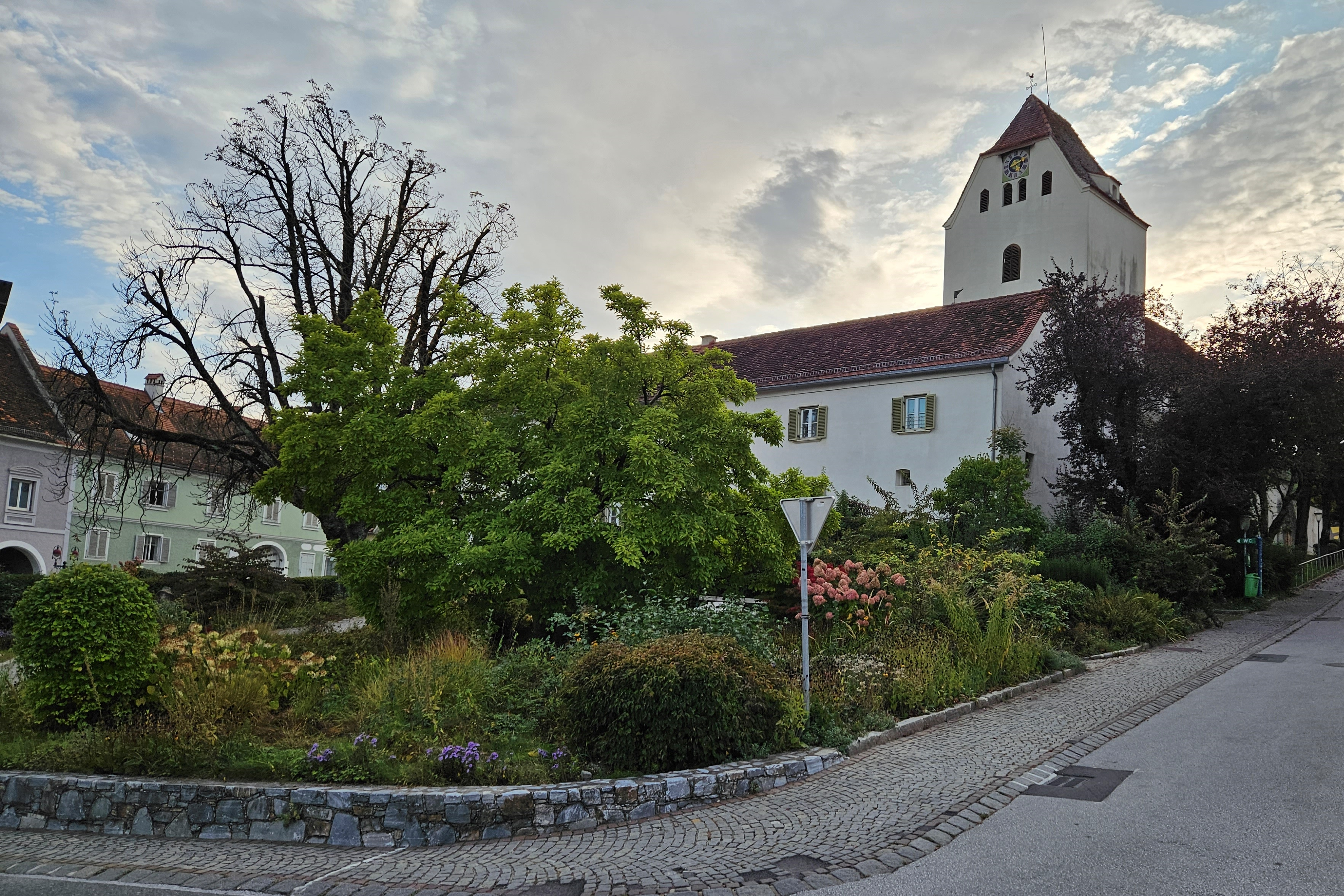
Taborkirche

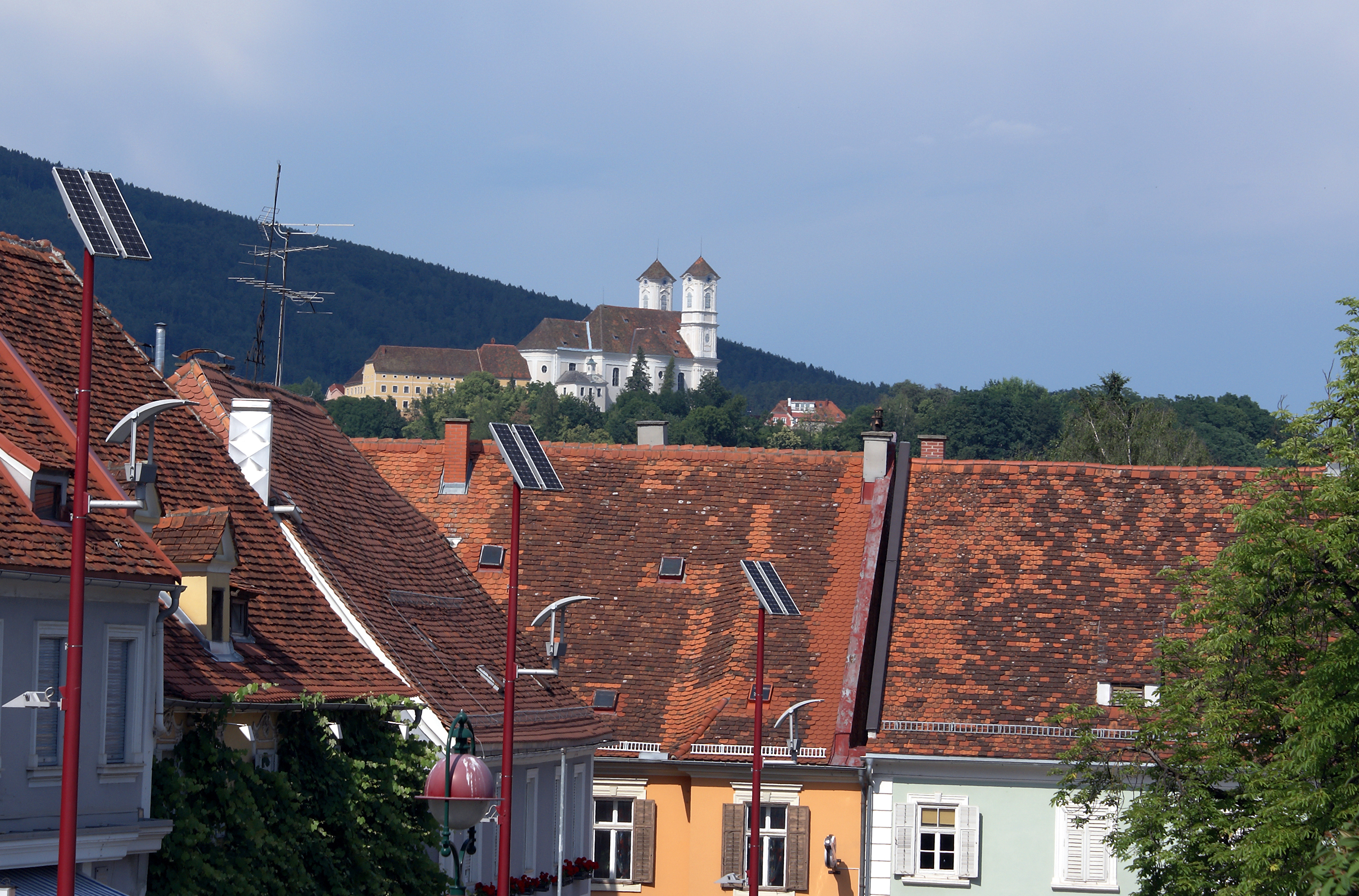
Blick auf einen Teil des Hauptplatzes, im Hintergrund die Weizbergkirche

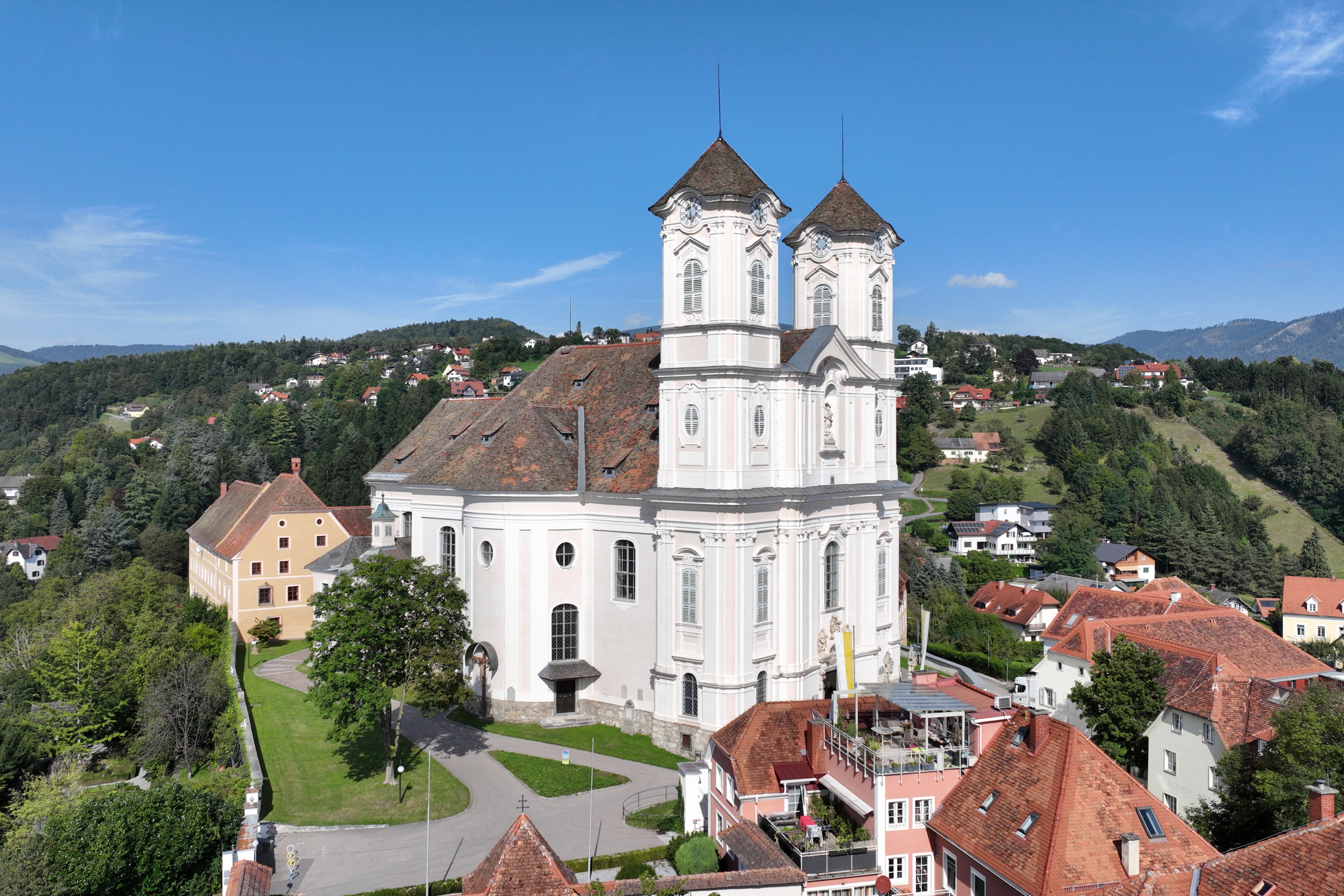
Weizbergkirche

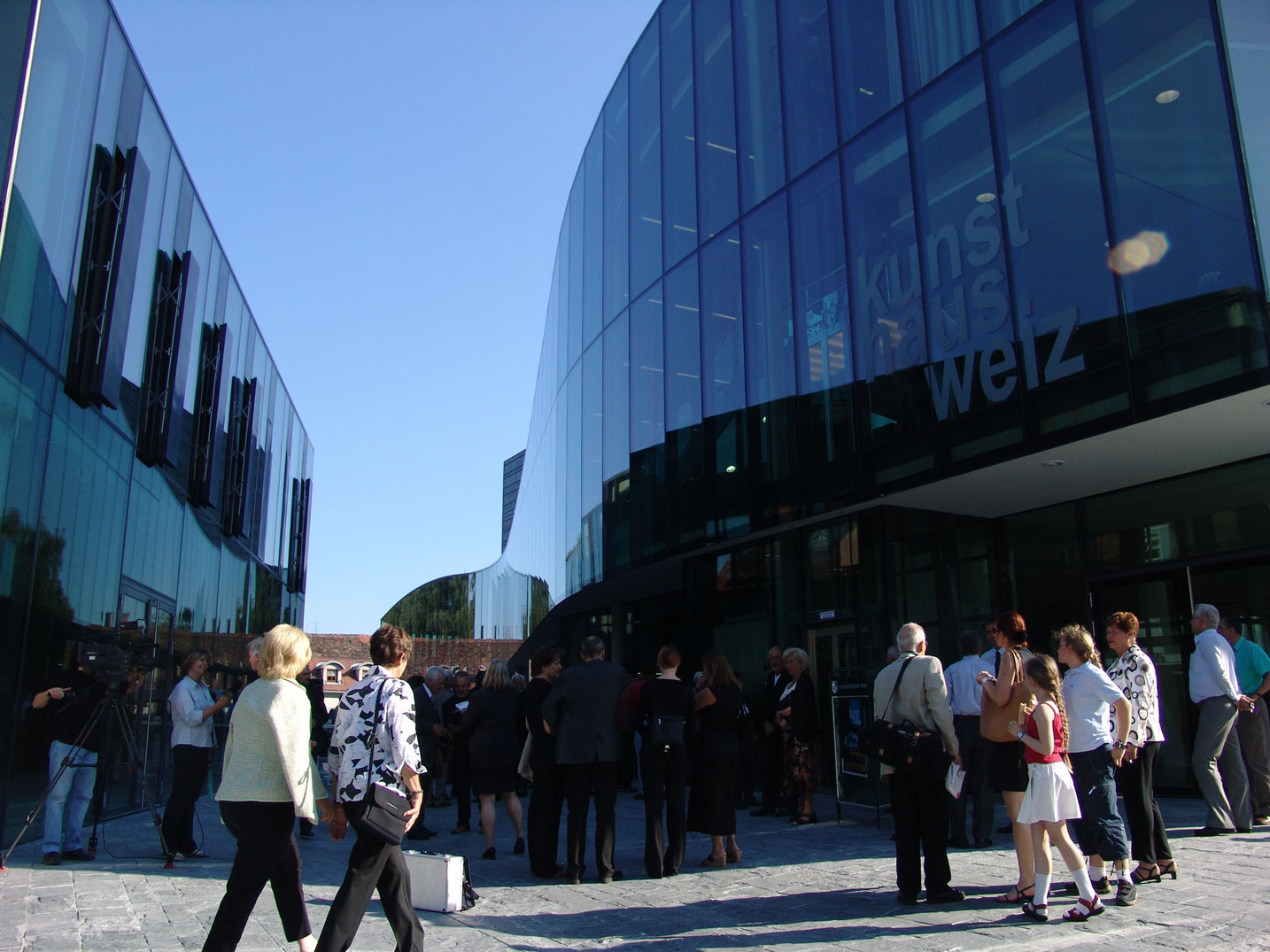
Kunsthaus Weiz

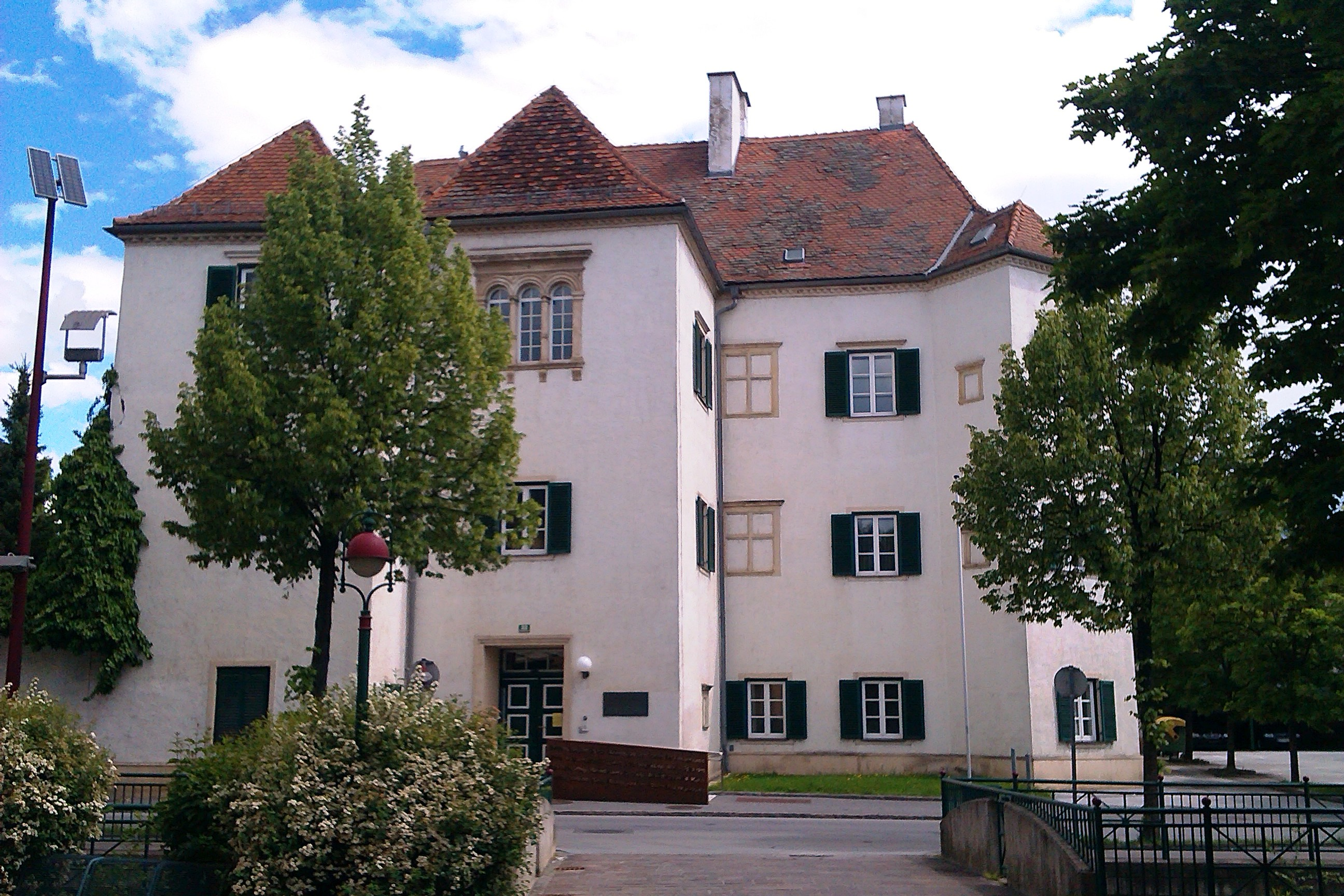
Schloss Radmannsdorf

- Taborkirche: Seit 1188 urkundlich belegt. Chor aus dem 14. Jahrhundert, mit barocken Erweiterungen von 1644. Orgel von Ferdinand Schwarz aus dem Jahr 1769.
- Basilika am Weizberg: An exponierter Stelle nordöstlich der Stadt, diese um etwa 80 m überragend steht diese spätbarocke Wallfahrtskirche. Erstmals erwähnt ist sie bereits 1147; der heutige Bau stammt aus den Jahren 1757/58. Im Dezember 2017 wurde das markante Gebäude vom Vatikan zur Basilica minor erhoben.
- Evangelische Gustav-Adolf-Kirche: 1954–1957 von Sepp Schuster und Friedl Lauber erbaut.
- Kunsthaus Weiz: Der moderne Neubau mit riesigen Glasfronten wurde 2005 von Architekt Dietmar Feichtinger errichtet;[9] 2 Säle: Frank Stronach Saal, Prof. Hannes Schwarz Saal.
- Kulturzentrum Weberhaus
- Gemini-Haus, ein futuristisches Drehsolarhaus, welches anlässlich der Steirischen Landesausstellung 2001 (Motto: Energie) im Schlosspark errichtet wurde.
- Schloss Radmannsdorf: erbaut von Otto und Christoph von Radmannsdorf um 1550. Spätrenaissance-Stil. Renaissancefenster über dem Haupteingang. Einrichtung des Rittersaales befindet sich im Landesmuseum Joanneum Graz. Trotz Umbauten für Amts- und Wohnräume wurde die Hauptfront im Wesentlichen bewahrt. Heute Sitz des Bezirksgerichtes.
- Stadtmuseum Weiz[10]

Ausflugsziele
- Feistritztalbahn: Seit 1911 schnauben Dampfzüge von Weiz durchs enge Feistritztal nach Birkfeld. Auf einer Länge von 25 km fährt die Schmalspurbahn über Viadukte und durch Tunnel vorbei an Feldern, Wäldern und Wiesen.
- Grasslhöhle zwischen Weiz und Arzberg, größte Schauhöhle Österreichs
- Katerloch Tropfsteinhöhle mit etwa einem Kilometer Führungsweglänge
- Raabklamm teilt sich in die kleine (ca. 7 km) und große (ca. 10 km) Raabklamm
- Weizklamm
- Hammerwerksmuseum, Museum mit Sicheln und Klingen aus vergangenen Zeiten
- Kräuteroase, botanischer Schaugarten am Weizberg mit Heilkräutern und Wildpflanzen

### Regelmäßige Veranstaltungen
Jährlich finden in Weiz das Mulbratlfest sowie das Altstadtfest statt. Weiters gibt es in Weiz noch verschiedene andere Veranstaltungen, wie etwa den Weizer Sommermarkt, den Ostermarkt, den Nikolomarkt oder das Biofest.

### Kulinarische Spezialitäten
- Mulbratl: Ein Schweinskarree, traditionell drei Wochen mit heimischen Gewürzen gebeizt und über Buchenholz kalt geräuchert wird.[11]
- Weizer Apfeltrüffel: Aus Schlagobers, Honig, Schokolade und Apfelschnaps zubereitete Trüffel (Pralinen) mit einer Apfelfüllung, die von der lokalen Konditorei Schwindhackl produziert werden.[12]

### Sport
- Fußballverein SC Weiz
- Volleyballverein VBC Weiz
- Eishockeyverein EC Bulls Weiz
- Eishockeyverein EC Weiz
- Eishockeyverein Eisbären Weiz
- Eishockeyverein Redbacks Weiz
- Badminton ATUS Weiz
- Handballverein HC Weiz
- Basketballverein Weiz Rabbits
- Schachverein ATUS Weiz
- Irish Dance O'Kelly Academy

## Wirtschaft und Infrastruktur
Die Geschichte von Weiz als bedeutender Wirtschaftsstandort der Region begann mit der Grundsteinlegung der F. Pichler Werke im Jahre 1892. In der damaligen Zeit war Weiz als Fabriksstandort eigentlich uninteressant, da größere Gewässer zum Antrieb von Wassermühlen, die zur maschinellen Produktion benötigt wurden, fehlten. Doch der Weizer Franz Pichler ging nicht nur als Unternehmer, sondern auch als Erfinder und Pionier in der elektrischen Stromerzeugung ein, da er auch Wechselstromkraftwerke – die ersten der Österreichisch-Ungarischen Monarchie, konstruierte. Das rasch wachsende Unternehmen wurde zu einem bedeutenden Hersteller von Elektrotechnik, was den Ort als Industriestandort bekannt machte, und weitere Unternehmen anzog. Im Ersten Weltkrieg musste das Unternehmen für die k.u.k. Armee Rüstungsmaterialien herstellen. Um den Transport zu beschleunigen und vereinfachen, wurde ein Bahnhof in Weiz errichtet. Dieser stellte als Nebeneffekt sicher, dass Weiz auch in Zukunft ein attraktiver Unternehmensstandort blieb. Aus den F. Pichler Werken ging später die ELIN Aktiengesellschaft für elektrische Industrie hervor, welche seit 2005 als Bestandteil der VA Tech Elin zur Siemens AG gehört. Das Werk in Weiz, welches auch heute noch besteht und rund 1000 Personen beschäftigt, gehört jedoch zur Sparte für Wasserkraftwerksbau, welche Siemens aus kartellrechtlichen Gründen weiterverkaufen musste. Besitzer des Werkes in Weiz ist seit 2006 die Andritz AG.
Im Rahmen der Arbeitsstättenzählung der Landesstatistik Steiermark im Jahre 2022 waren in den Weizer Unternehmen 12.235 Personen beschäftigt. Dies ist im Vergleich zur in etwa gleich hohen Einwohnerzahl der Kleinstadt eine beträchtliche Anzahl, was die Bedeutung von Weiz als Wirtschaftsstandort unterstreicht.

### Ansässige Unternehmen

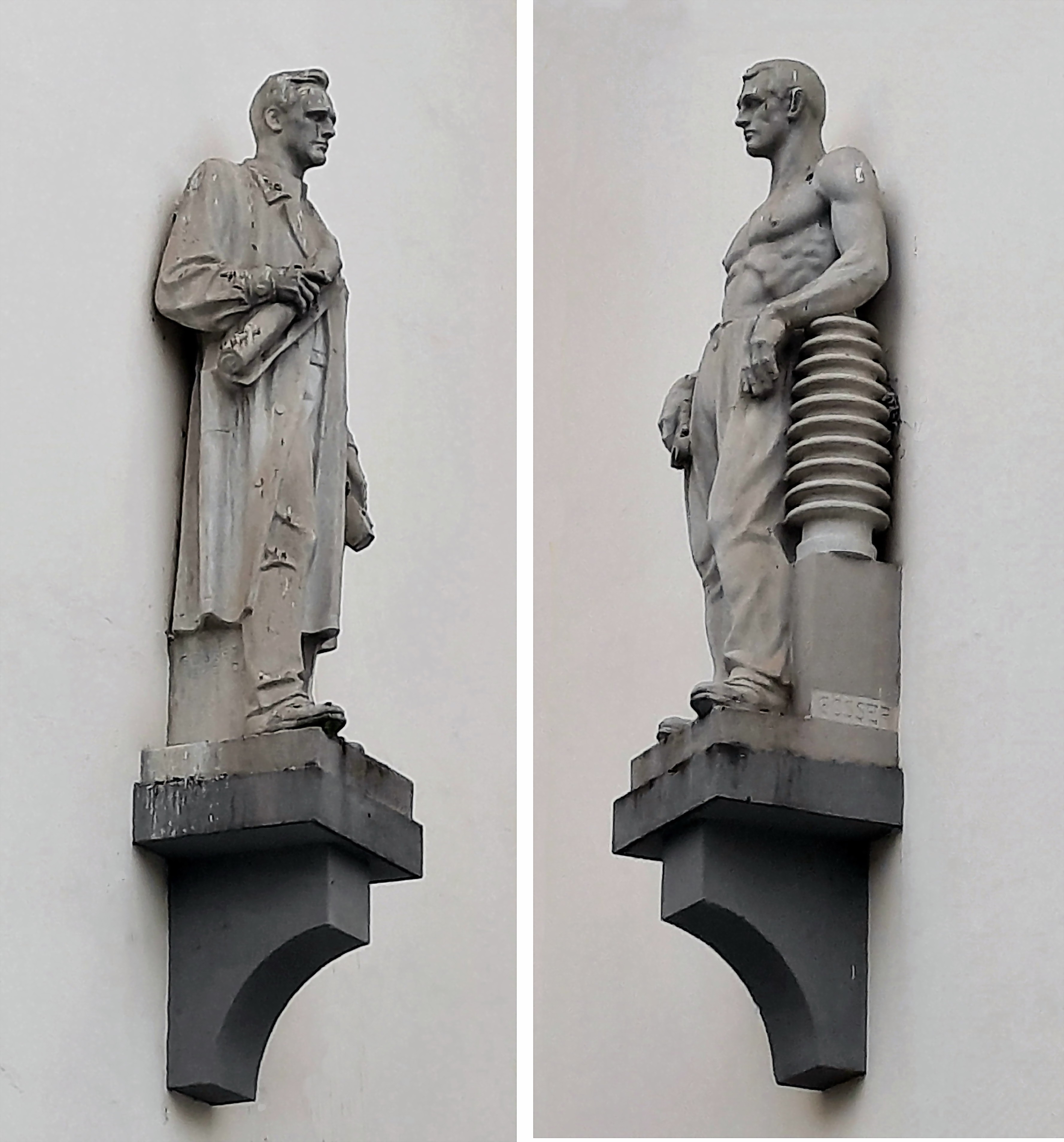
Zwei Skulpturen von Wilhelm Gösser (geschätzt um 1910), am Verwaltungsgebäude des ehemaligen ELIN-Transformatorenwerks (heute Siemens Energy)

- Andritz Hydro: (Werk-Nord u. Werk Süd): Energieanwendungen, Energieversorgung, Generatoren und Motoren, aus den hier gegründeten „F. Pichler Werken“ hervorgegangen.[13]
- SIEMENS Transformers Austria (ehem. VA TECH): Energieanwendungen, Energieversorgung, Transformatoren, aus den hier gegründeten „F. Pichler Werken“ hervorgegangen.[14]
- ELIN Motoren
- diverse Unternehmen aus Maschinen- und Stahlbau
- Weitzer Parkett: Holzverarbeitung, insbesondere für Bodenbelag
- Lieb Unternehmensgruppe: Baumarkt, Sport 2000, Hochbau, Innenausbau, Holzbau, Keramikbau, Generalunternehmmungen
- Magna Auteca, Magna Presstec; Erzeugung diverser Fahrzeugkomponenten
- Blau Automobiltechnik, Fuel-Systems
- Institut für Systempädagogik (Weiz-Gleisdorf)
- KAPAS Steuerberatung[15]
- Feinkost Bleykolm
- Knill-Gruppe: Energie und Technologie Gruppe
- Pichler Werke: Elektrotechnik
- Unternehmensgruppe Eibisberger: Baugewerbe
- Strobl-Bau: Bauunternehmen
- Teko-Plastik: Kunststoffwerk

### Energie
Weiz gehört zu den 24 Gemeinden in Österreich (Stand März 2019), die mit der höchsten Auszeichnung des e5-Gemeinden Energieprojekts ausgezeichnet wurden. Das e5-Gemeinde-Projekt soll die Umsetzung einer modernen Energie- und Klimapolitik auf Gemeindeebene fördern.

#### Fernwärme
2024 wurden von der Fernwärme Weiz alte Heizölkessel durch einen modernen, schnell regelbaren zur Verfeuerung von Biodieselöl (FAME) aus Altspeiseöl ersetzt – erstmals in Österreich. Mit Investitionskosten von 3 Mio. Euro wurde dadurch der Biomasseanteil der Wärmeaufbringung von 97 auf 100 % erhöht, 10 Megawatt Leistung stellen 10 % der insgesamt installierten Wärmeleistung dar. Münzer Bioindustrie soll jährlich etwa 70 m³ Biodiesel liefern. Die Hauptlast wird weiterhin mit der Verfeuerung von Holzhackschnitzel aufgebracht.

### Verkehr
- Durch Weiz verlaufen die Rechberg Straße B 64 von Gleisdorf über Weiz nach Frohnleiten und die Weizer Straße B 72 von Graz über Weiz nach Krieglach.

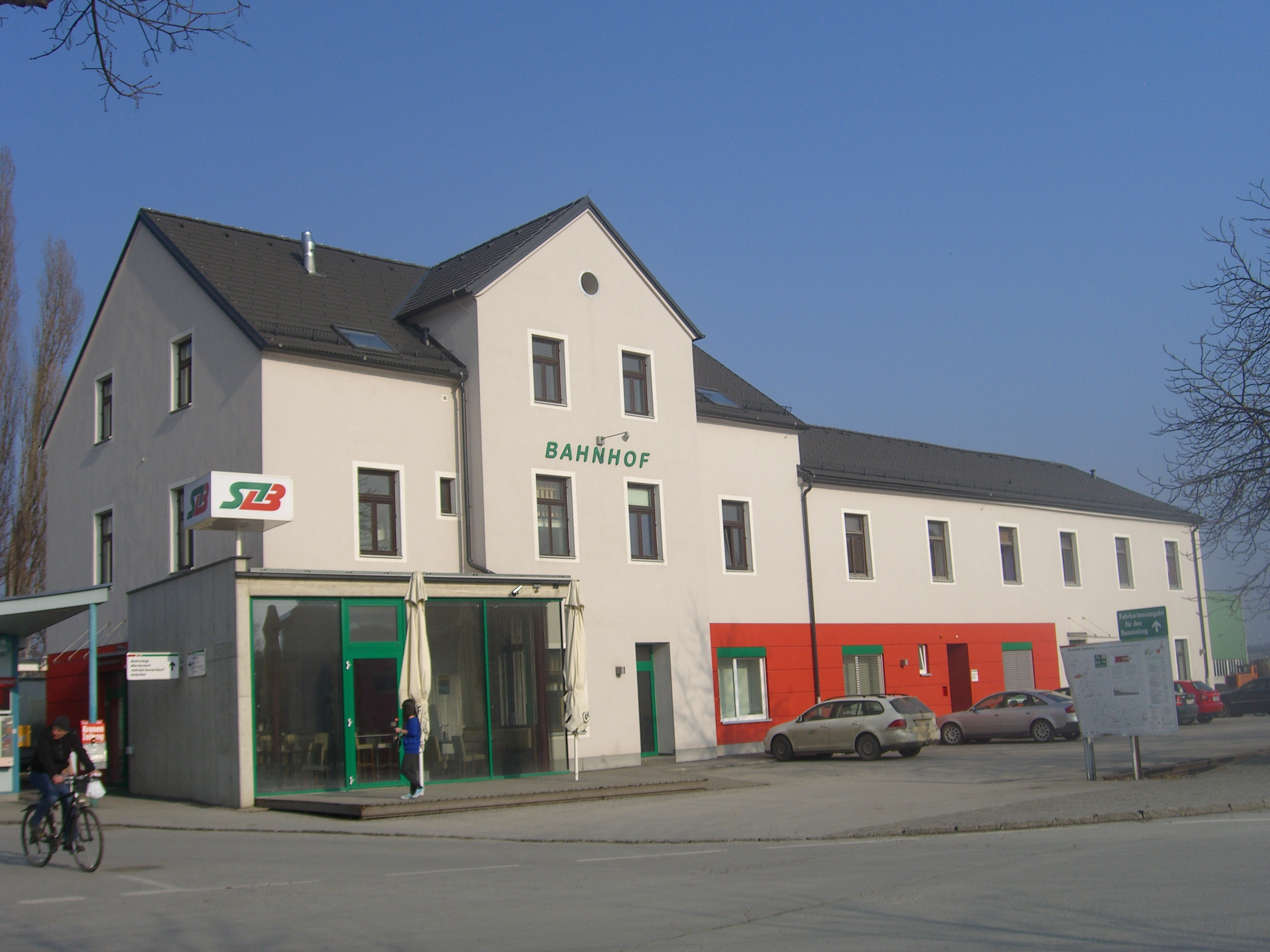
Das Aufnahmsgebäude des Weizer Bahnhofs (2011) mit Fahrgastbereich und Büroräumen der Landesbahnen Gleisdorf – Weiz und Peggau-Deutschfeistritz – Übelbach

- Die Personenzüge der normalspurigen Landesbahn Gleisdorf–Weiz () hielten in Weiz zwischenzeitlich an drei Stationen: An den Haltestellen Preding bei Weiz und Weiz Interspar, sowie an der Station Weiz Bahnhof. Die vormalige nördlich des Bahnhofs Weiz an der Birkfelder Straße gelegene Endhaltestelle Weiz (bis 2010 Weiz Stadt) wurde im Juli 2016 aufgelassen.
- Im Zuge der Bauarbeiten für die neue Ortsdurchfahrt Weiz wurde die normalspurige Anschlussbahn in das Werk der ehemaligen ELIN (heute Siemens Transformers Austria und Andritz Hydro) in neuer Gleislage durch die Kapruner-Generator-Straße geführt. Die bisherige Bushaltestelle dient nun als Bahnhaltestelle Weiz Zentrum. Ab der Dr.-Karl-Widdmann-Straße wurde der Gleiskörper nach Norden bis zur Roseggergasse verlängert, wo (gegenüber dem Fußball-Stadion Weiz) die neue Bahnhaltestelle Weiz Nord errichtet wurde.
- Mit Inbetriebnahme der Bahnlinie im Abschnitt zwischen dem Bahnhof und der neuen Endhaltestelle verfügt die  im Gemeindegebiet von Weiz ab September 2018 über fünf Haltestellen. Die ausgedehnten Gleisanlagen des Bahnhofs Weiz werden im östlichen Bereich künftig durch die neue Ortsdurchfahrt Weiz begrenzt. Im Bahnhof Weiz trifft die Landesbahn nach Gleisdorf mit der schmalspurigen Feistritztalbahn, die, neben Güterzügen zum Talkumwerk in Oberfeistritz, heute vor allem touristischen Dampfbummelzügen dient, zusammen.
- Sanfte Mobilität: Weiz gilt als Stadt der kurzen Wege.[18] Aufgrund der topografischen Lage und einer Größe von rund 5 km² ist es ideal, zu Fuß zu gehen und im erweiterten Stadtgebiet von 17 km² mit dem Rad zu fahren. Es gibt in der Stadt zehn Kilometer Radwege. In den Wohngebieten gilt größtenteils eine 30 km/h-Beschränkung, was aktiven Verkehr fördert und sicherer macht. Um den Radverkehr zu fördern, dürfen Radfahrer in vielen Einbahnen auch gegen die Einbahnrichtung fahren. Die Stadt hat an einigen EU-Projekten wie VIANOVA[19] und URBACT,[20] erfolgreich teilgenommen.

### Bildung

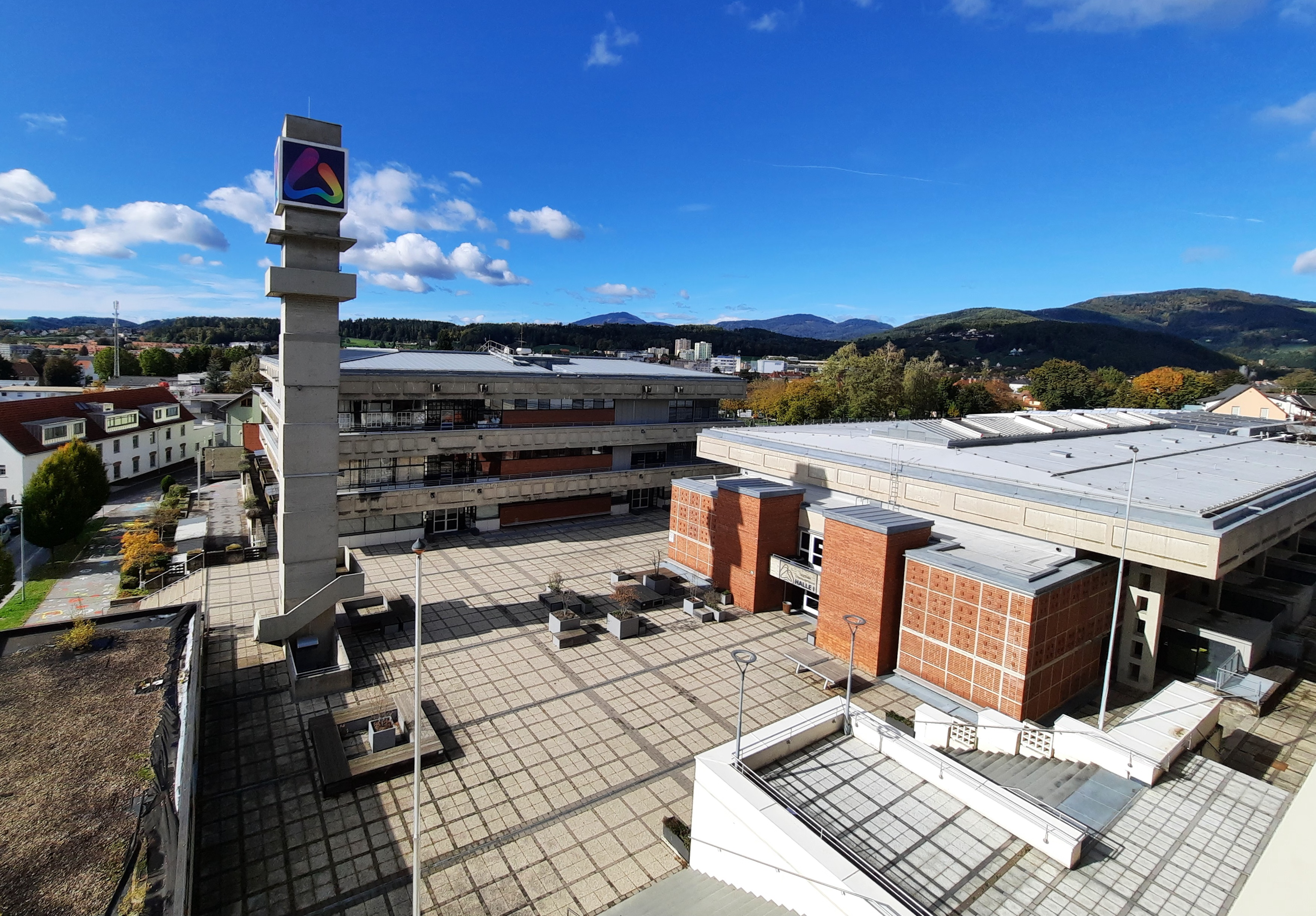
Denkmalgeschützte Schulanlage Weiz, Offenburger Gasse, Blick vom Gymnasium

In der wichtigsten Schulstadt der Oststeiermark befinden sich unter anderem folgende schulische Einrichtungen:
- Volksschule Weiz (ehemals Weiz I und Weiz II)
- Volksschule Weizberg
- Allgemeine Sonderschule Weiz

- ehem. Schulzentrum Offenburger Gasse, (Antrag auf Veränderung der Schulanlage beim BDA[21]) bestehend aus:
1. Neue Mittelschule Weiz I – Sport, 2. Neue Mittelschule Weiz III – Real, 3. Bundesgymnasium und Bundesrealgymnasium Weiz
- Neue Mittelschule Weiz II – Musik
- Polytechnische Schule Weiz
- Musikschule der Stadt Weiz
- Bundesschulzentrum Weiz[22] bestehend aus:
1. Bundeshandelsakademie und Bundeshandelsschule Weiz, 2. Höhere Technische Bundeslehranstalt Weiz 3. Höhere Bundeslehranstalt für wirtschaftliche Berufe
- Internat am Bundesschulzentrum, Kolpinghaus

## Politik

### Gemeinderat
Der Stadtgemeinderat besteht aus 31 Mitgliedern. Seit der Gemeinderatswahl vom 22. März 2015 bestand folgende Mandatsverteilung: 15 SPÖ, 10 Team Krottendorf (Franz Rosenberger), 3 ÖVP, 2 FPÖ, 1 GRÜNE.
Bei der Gemeinderatswahl 2020 schlossen sich das Team Krottendorf – Franz Rosenberger und die Neue Volkspartei Weiz zu einer Liste zusammen und verloren von den 2015 zusammen gehaltenen 13 Sitzen insgesamt 5 und halten nun bei nur noch 8 Sitzen. Wahlgewinner war die SPÖ, die 22 Mandate (+7) erreichte. Ein Mandat ging an die Grünen.
Die Gemeinderatswahl 2025 brachte für die SPÖ 14 Mandate (−8), für MUTig 7 (−1), die ÖVP 5 (+5), die FPÖ 4 (+4) und GRÜNE 1 Mandat (+1). Unter dem neuen Namen MUTig ist die Nachfolgepartei des Teams Krottendorf 2025 wiederum separat von der ÖVP angetreten. 

### Bürgermeister
- 1874–1905 Franz Mosdorfer (DV)

…
- 1955–1969 Oskar Zahn, Österreichischer Bauherrenpreis 1968[28]

…
- 1993–2012 Helmut Kienreich (SPÖ)[29]
- 2012–2024 Erwin Eggenreich (SPÖ)[30]
- 2024–2025 Ingo Reisinger (SPÖ)[31]
- seit 2025 Bettina Bauernhofer (SPÖ)[32]

### Verwaltung
Die Weizer Gemeindeverwaltung und das Büro des Bürgermeisters sind im Rathaus angesiedelt. Weil sich dieses aber auf einer Anhöhe am westlichen Ende des Hauptplatzes befindet und damit für Rollstuhlfahrer nur schwer erreichbar ist, wurde das Bürgerservice im Oktober 2016 aus Gründen der Barrierefreiheit aus dem Rathaus ausgesiedelt und ins Parterre des Kunsthauses verlegt. Eine zweite Servicestelle mit kürzeren Öffnungszeiten findet sich im ehemaligen Gemeindeamt des 2015 eingemeindeten Ortsteils Krottendorf.

### Städtepartnerschaften
- Ajka (Ungarn)[35]
- Offenburg (Deutschland)
- Grodzisk Mazowiecki (Polen)

### Wappen
Die Verleihung des Wappens erfolgte am 4. Februar 1560 durch Kaiser Ferdinand I.
Im Wappenbrief wird das Weizer Wappen wie folgt beschrieben:

„Ain Plawen oder Lasurfarben Schildt. Im Grund desselben ain Gruener Anger oder wisen, In mitte vber zwerchs mit aim Fluß seiner Natürlichen wasser Färb vnnd gestalt. In mitte darvber mit ainer Pruckh, one glender, vnnd auf dem Obern thail Jetzgedachts Angers oder wisen in der gantzen Praite des Schiidts ain Veste mit weissem gemeur, in der mitte an Jetzgedachter Pruckhen mit ainer Offnen durchsichtigen Porten vnd darob erhöchter Maur, darhinder aim hohen viereggeten, desgleichen an Jeden Egkh der Maur aim Ronden Thurn neben der Porten Jederseits ains, In der erhöchten Mawr ob der Porten in gleicher weite voneinander drey vnnd Jedem Egkh Thurn Zway schieß Löcher vnnd In dem hohen Thurn Oben neben einander für sich zway, an der Linckhen seiften aim Fenster oder Laden, alle Thurn, desgleichen die Port, mit Iren Rotten Dächern.“

Altes Wappen

Wegen der Gemeindezusammenlegung verlor das Wappen mit 1. Jänner 2015 seine offizielle Gültigkeit. Die Wiederverleihung erfolgte mit Wirkung vom 15. Juni 2016.
| Wappen von Weiz | Blasonierung: „In blauem Schild über grünem Schildfuß, darin ein silberner, blau gefluteter Balken mit mittig darüberführender schwarzer, silbern gefugter Brücke, eine silberne Burg, bestehend aus einer gedeckten, von zwei mit goldenen, knaufbesteckten Spitzdächern und je zwei Rechteckfenstern im Obergeschoß versehenen Rundtürmen flankierten Mauer mit einem mittig eingestellten, satteldachgekrönten und außen beiderseits knaufbesteckten Torturm mit zwei Rechteckfenstern im Obergeschoß, dem Turm vorgelagert ein golden bedachtes Torgebäude samt Rundbogentor, darüber drei, zu jeder Seite ein Rechteckfenster; sämtliche Fenster und das Tor schwarz durchbrochen, die Dachziegel rechteckig schwarz konturiert.“ |
| Wappen von Weiz | |

## Söhne und Töchter der Stadt
- Clotar Bouvier (1853–1930), Rebenzüchter, auf den die Rebsorte Bouvier zurückgeht
- Bruno (* 1968) und Günter Friesenbichler (* 1979), Fußballspieler
- Hermine Frieß (* 1955) Pädagogin, Autorin, Politikerin und Landesrätin der Steiermark
- Marianne Fritz (1948–2007), Schriftstellerin
- Bernhard Gauster (1953–1993), Politiker
- Christine Grän (* 1952), Schriftstellerin
- Marco Hirschberger (* 1996), Eishockeyspieler
- Nicola Hochegger (* 2001 in Graz), Staatsmeisterin 2020 der Floristik, Weltmeisterin 2022 der Floristik
- Günter Höfler (* 1953), Generalleutnant
- Karl Juvan (1891–1970), Politiker
- Getty Kaspers (* 1948 in Graz), Sängerin
- Georg Knill (* 1973), Unternehmer und Präsident der Industriellenvereinigung (IV)
- Ingrid Lechner-Sonnek (* 1953), Sozialmanagerin, Politikerin und Abgeordnete zum Landtag
- Johann Moser (* 1954), Unternehmer, Politiker, Abgeordneter zum Nationalrat
- Franz Pichler (1866–1919), Elektrotechniker, Industrieller, Gründer der ELIN
- Sigrid Präsent (* 1964), Geigerin und Musikpädagogin
- Faris Endris Rahoma (* 1975), Schauspieler
- Tyron Ricketts (* 1973), Schauspieler und Musiker
- Andrea Sailer (* 1972), Schriftstellerin
- Michael Schickhofer (* 1979), Landeshauptmann-Stv. 2015–2019
- Philipp Scheucher (* 1993), Pianist
- Hannes Schwarz (1926–2014), Maler
- Aurelia Schwarzenegger (1922–1998), Mutter von Arnold Schwarzenegger
- Frank Stronach (* 1932), Unternehmer, Gründer des Magna-Konzerns
- Josef Taucher (1948–2022), Maler, Bildhauer und Grafiker
- Kurt Weber (1893–1964), Bildender Künstler
- Karin Zorn, Miss Europa 1980
- Hans Zotter (* 1944), Bibliothekar und Historiker